# Pepducine
Pepducine sind synthetische Lipopeptide, die G-Proteine aktivieren oder hemmen.

## Eigenschaften
Pepducine bestehen aus kurzen Peptiden, die von G-Protein-Interaktionspartnern abgeleitet sind und aufgrund einer Palmitoylierung als Lipidanker an Zellmembranen binden und nach Penetration der Zellmembran an G-Proteine binden, ihre Aktivität modulieren und somit die Signaltransduktion verändern.
Es wurden über 15 Pepducine beschrieben, darunter GPCR (einschließlich PAR1, PAR2 und PAR4), Chemokinrezeptoren (CXCR1, CXCR2 und CXCR4), Sphingosin-1-phosphat-Rezeptor 3 (S1P3), Melanocortin-4-Rezeptor, Smoothened Receptor, Formylpeptidrezeptor 2 (FPR2), Relaxinrezeptor (LGR7), G-Proteine (Gα(q/11/o/13)), muscarinische Acetylcholinrezeptor, TRPV1-Ionenkanäle, GPIIb-Integrin, und der Adrenozeptor ADRA1B.

## Anwendungen
Ein CXCR4-bindendes Pepducin wird zur indirekten Molekülmarkierung verwendet. Ein PAR4-Pepducin wird zur Vermeidung einer Thrombose untersucht.

## Geschichte
Pepducine wurden erstmals 2002 von Lidija Covic und Kollegen beschrieben. Dabei wurde die i3-Schleife von Protease-activated Receptor-1 und -2 sowie vom Melanocortin-4-Rezeptor in N-terminal palmitoylierter Form synthetisiert.